# Danielle Panabaker
Danielle Nicole Panabaker (Augusta, Georgia, 19 de septiembre de 1987) es una actriz de cine y televisión estadounidense.

## Biografía

### Infancia y juventud
Danielle es hija de Donna y Harold Panabaker. Su hermana menor, Kay Panabaker, también es actriz. Después de tomar una clase de actuación en un campamento de verano, fue allí donde descubrió su pasión por la actuación. Comenzó a actuar en los teatros de la comunidad donde vivía a la edad de 10 años y después audicionó para comerciales. Tras mudarse a Naperville, Illinois, Danielle asistió al Crone Middle School y después al Neuqua Valley High School en Naperville en la cual formó parte del equipo de discursos. Se graduó en su instituto como la estudiante más talentosa cuando tenía solo 14 años de edad. Posteriormente, con la idea de que lograría mejores papeles, se trasladó a Los Ángeles, California para perseguir su carrera de actuación. En 2005, obtuvo un grado asociado y apareció en la Dean's List nacional. En el otoño de 2006 comenzó su último año en la Universidad de California en Los Ángeles, donde obtuvo un Grado en Artes (Bachelor of Arts) en junio de 2007.

### Carrera
Tras empezar su carrera haciendo spots publicitarios Panabaker logró roles en televisión, incluyendo una parte en la serie The Guardian (por el cual ganó el Young Artist Award) y también actuó en otras series de televisión como: Malcolm in the Middle, Law & Order Special Victims Unit, Summerland, y la película original del Canal Disney Stuck in the Suburbs. También apareció en las producciones de Lifetime Television: Sex and the Single Mom y Mom at Sixteen, así como en la aclamada miniserie Empire Falls. Además, Panabaker apareció en producciones teatrales con roles en musicales como West Side Story, Pippin, Grimm, Once Upon A Time, y Beauty Lou and the Country Beast. También hizo aparición en un capítulo de Grey's Anatomy.
En 2005, Panabaker coprotagonizó dos películas para el cine que tuvieron gran publicidad, Sky High y Yours, Mine and Ours. Su siguiente papel sería en la película Home of the Giants, junto a Ryan Merriman y Haley Joel Osment. También tiene un rol en Mr. Brooks junto a Kevin Costner. En la película original de Disney Channel titulada Read It and Weep, interpreta a "Is", una versión alternativa de Jamie, quien es interpretada por su hermana Kay Panabaker integró el elenco de la serie de televisión dramática de CBS Shark, como Julie Stark, la hija del protagonista, en dicha serie fue un personaje recurrente durante los dos años de emisión. En 2009 interpretó el papel de Jenna, uno de los protagónicos de  Viernes 13, junto a Jared Padalecki. En 2010 participó en los filmes The Ward y The Crazies. El mismo año participó en Renaissance Girl, protagonizada por Jennifer Tilly. En 2012 fue protagonista en la cinta de terror Piranha 3DD dirigida por John Gulager.
En 2014, Panabaker fue invitada durante la segunda temporada de la serie de The CW Arrow, interpretando a Caitlin Snow. Ese mismo año se anunció que Panabaker se uniría al elenco principal del spin-off de Arrow, The Flash. Panabaker también interpretó a su personaje en otras series del Arrowverso como Legends of Tomorrow y Supergirl. 
A partir de 2019, Panabaker dirigió episodios de The Flash como "Godspeed", "License to Elongate", "Rayo De Luz" y "Keep It Dark".

### Vida personal
En julio de 2016, Panabaker anunció que estaba comprometida con Hayes Robbins. Se casaron el 24 de junio de 2017, y tuvieron un hijo en 2020. En enero de 2022 Panabaker anunció que esperaba su segundo hijo. El 6 de julio de 2022 anunció su nacimiento.

## Filmografía

### Películas
| Películas | Películas                   | Películas                  | Películas              |
| Año       | Título                      | Personaje                  | Notas                  |
| --------- | --------------------------- | -------------------------- | ---------------------- |
| 2003      | No Place Like Home          | Donna                      | Película de televisión |
| 2003      | Sex and the Single Mom      | Sara Gradwell              | Película de televisión |
| 2004      | Stuck in the Suburbs        | Brittany Aarons            | Película de televisión |
| 2004      | Searching for David's Heart | Darcy Deeton               | Película de televisión |
| 2005      | Mom at Sixteen              | Jacey Jeffries             | Película de televisión |
| 2005      | Sky High                    | Layla Williams             | Papel principal        |
| 2005      | Rule Number One             | Grace Jones                | Cortometraje           |
| 2005      | Yours, Mine and Ours        | Phoebe White               | Papel secundario       |
| 2006      | Read It and Weep            | Isabella "IS"              | Película de televisión |
| 2007      | Mr. Brooks                  | Jane Brooks                | Papel principal        |
| 2007      | Home of the Giants          | Bridgette 'Bridge' Bachman | Papel principal        |
| 2009      | Friday the 13th             | Jenna Ward                 | Papel principal        |
| 2010      | The Crazies                 | Becca Darling              | Papel principal        |
| 2010      | The Ward                    | Sarah Fray                 | Papel principal        |
| 2010      | Weakness                    | Danielle                   | Papel principal        |
| 2011      | The Shunning                | Katie Lapp                 | Película de televisión |
| 2012      | Intercept                   | Kat                        | Película de televisión |
| 2012      | Girls Against Boys          | Shae                       | Papel principal        |
| 2012      | Piranha 3DD                 | Maddy West                 | Papel principal        |
| 2013      | The Nearlyweds              | Erin                       | Película de televisión |
| 2014      | Time Lapse                  | Callie                     | Papel principal        |
| 2014      | Recipe for Love             | Lauren Hennessey           | Película de televisión |
| 2015      | This Isn't Funny            | Stacey                     | Papel principal        |
| 2018      | Freedom Fighters: The Ray   | Caitlin Snow               | Voz                    |
| 2019      | Christmas Joy               | Joy Holbrook               | Papel principal        |
| 2019      | My Ira                      | Ira                        | Cortometraje           |

### Series de televisión
| Series de televisión | Series de televisión              | Series de televisión      | Series de televisión    |
| Año                  | Título                            | Personaje                 | Notas                   |
| -------------------- | --------------------------------- | ------------------------- | ----------------------- |
| 2002                 | Family Affair                     | Parker LeeAnn Aldays      | 1 episodio              |
| 2003                 | The Bernie Mac Show               | Chelsea                   | 1 episodio              |
| 2003                 | Malcolm in the middle             | Kathy McCulskey           | 1 episodio              |
| 2003                 | CSI: Crime Scene Investigation    | Chica                     | 1 episodio              |
| 2003                 | The Guardian                      | Samantha Gray             | 1 episodio              |
| 2004                 | The Division                      | Melissa Ringston          | 1 episodio              |
| 2005                 | Law & Order: Special Victims Unit | Carrie Lynn Eldridge      | 1 episodio              |
| 2005                 | Empire Falls                      | Christina "Tick" Roby     | 2 episodios (Miniserie) |
| 2005                 | Summerland                        | Faith                     | 2 episodios             |
| 2006 - 2008          | Shark                             | Julie Stark               | 38 episodios            |
| 2008                 | Eli Stone                         | Genny Clarke              | 1 episodio              |
| 2009                 | Grey's Anatomy                    | Kelsey Simmons            | 1 episodio              |
| 2010                 | Medium                            | Summer Lowry              | 1 episodio              |
| 2010                 | Padre de familia                  | Hillary                   | 1 episodio (Voz)        |
| 2010                 | Law & Order: LA                   | Chelsea Sennett           | 1 episodio              |
| 2010                 | Chase                             | Carina Matthews           | 1 episodio              |
| 2011                 | Memphis Beat                      | Hermana Katherine         | 1 episodio              |
| 2011 - 2013          | Necessary Roughness               | Juliette Pittman          | 5 episodios             |
| 2012                 | Grimm                             | Ariel Eberhart            | 1 episodio              |
| 2012 - 2014          | Franklin & Bash                   | Bonnie Appel              | 2 episodios             |
| 2012 - 2013          | Bones                             | Agente Olivia Sparling    | 2 episodios             |
| 2013                 | Mad Men                           | Daisy McCluskey           | 1 episodio              |
| 2013                 | The Glades                        | Holly Harper              | 1 episodio              |
| 2014                 | Justified                         | Penny Cole                | 6 episodios             |
| 2014 - 2018          | Arrow                             | Caitlin Snow/Killer Frost | 5 episodios             |
| 2014 - 2023          | The Flash                         | Caitlin Snow/Killer Frost | 177 episodios           |
| 2016 - 2020          | DC's Legends of Tomorrow          | Caitlin Snow/Killer Frost | 3 episodios             |
| 2017 - 2018          | Supergirl                         | Caitlin Snow/Killer Frost | 2 episodios             |
| 2017                 | Freedom Fighters: The Ray         | Caitlin Snow              | 1 episodio              |

## Premios
| Año  | Premio                           | Categoría                                                               | Película/Serie                 | Resultado |
| ---- | -------------------------------- | ----------------------------------------------------------------------- | ------------------------------ | --------- |
| 2004 | Young Artist Awards              | Mejor actuación como actriz invitada en una serie de TV                 | The Guardian                   | Ganadora  |
| 2005 | Young Artist Awards              | Mejor actuación como actriz en una película de TV, miniserie o especial | Searching for David's Heart    | Ganadora  |
| 2006 | Young Artist Awards              | Mejor actuación en una película                                         | Yours, Mine and Ours           | Nominada  |
| 2014 | London Independent Film Festival | Mejor actor/actriz en una película independiente                        | Time Lapse                     | Ganadora  |
| 2015 | Teen Choice Awards               | Mejor actriz en una serie de TV de ciencia ficción o fantasía           | The Flash                      | Nominada  |
| 2016 | Teen Choice Awards               | Mejor actriz en una serie de TV de ciencia ficción o fantasía           | The Flash                      | Nominada  |
| 2016 | Voice of TV Awards               | Mejor Villano en una Serie de TV                                        | The Flash villana Killer Frost | Nominada  |